# Norwegische Kuckuckshummel
Die Norwegische Kuckuckshummel (Bombus norvegicus) ist eine Hummelart aus der Untergattung der Kuckuckshummeln.
Die Art wurde von Jacob Sparre Schneider, einem Norweger, 1918 erstmals beschrieben. Der lateinische Name erinnert an seine Heimat Norwegen. In den Niederlanden wurde die Art erstmals 1942 entdeckt.

## Aussehen
Die Kuckuckshummel ist mittelgroß.

### Weibchen
Das Weibchen ist schwarz mit einem breiten Kragen auf der Brust und einem weißen Band am Hinterleib. Die Körperlänge der Weibchen beträgt 18–20 mm. Ihre Fühler bestehen aus 12 Segmenten. Die Mandibeln sind länglich und leicht gebogen. Der Rücken ist schwarz. Das dritte Tergit an der Seite und der Vierte komplett ist mit gelben Haaren bedeckt. Am Hinterleib hat es einen Stachel.

### Drohnen
Beim Männchen ist der Hinterleib rötlich und es hat zwei gelbe Flecken. Die Körperlänge der Drohnen beträgt 13–17 mm. Ihre Fühler bestehen aus 13 Segmenten. Der vordere Teil des Rückens ist mit gelben Haaren bedeckt. Das Scutellum ist schwarz. Das dritte und vierte Tergit sowie die Unterseite des ersten Tergit haben weiße Haare. Das fünfte und siebte Tergit besitzen bräunliche Haare. Die Drohne besitzt keinen Stachel, aber klauenförmige Genitalien.

## Lebensweise
Die norwegische Kuckuckshummel ist ein Brutparasit, die ihre Brut in den Nestern der Baumhummel (Bombus hypnorum) großziehen lässt. Sie lebt auf Wiesen, Waldrändern und Lichtungen.

## Verbreitungsgebiet
Verbreitungsgebiet sind unter anderem Finnland, Litauen, Polen, Deutschland, Luxemburg, Belgien, Frankreich, Schweiz, Italien, Slowenien, Österreich, Tschechien, Slowakei und Rumänien. Es reicht von der europäischen Atlantikküste, die Pyrenäen, Mitteleuropa, Skandinavien sowie Sibirien und Japan im Osten. Sie wurde bereits in Tibet und den chinesischen Provinzen Jilin, Liaoning, Sichuan und Yunnan gesichtet.